# 東京スガキ印刷
東京スガキ印刷株式会社（とうきょうスガキいんさつ）は、かつて東京都豊島区に本社を置いていた、印刷をおもな事業とした企業であった。
2024年4月4日、東京地裁に破産手続開始の申立てを行い、同日、破産手続開始の決定を受けた。新型コロナウイルス感染拡大以降、印刷需要の急減に加え、主力商品であったメニュー表のデジタル化が進んだことで飲食店向けの受注も落ち込んだためという。

## おもな事業
飲食店向けメニューブック、カタログ、ステッカー、パッケージ、ディスプレイなどの企画、デザイン、印刷。

## 事業所
本社工場
工場敷地：700m2
事務所工場（鉄骨３階）：1142m2

## 沿革
- 1964年8月 スガキ東栄堂株式会社を設立。
- 1967年10月 スガキ印刷工業東京営業所を併合、東京スガキ印刷株式会社となる。
- 1985年8月 埼玉工場竣工。
- 1993年7月 本社屋完成。
- 2003年8月 ISO9001（2000年版）を所得。
- 2024年4月4日 東京地裁に破産を申請し、同日、破産開始決定を受ける[1]。